# Beatrice di Castiglia (marchesa)
Beatrice di Castiglia (dicembre 1254 – 1280) è stata una principessa castigliana e marchesa del Monferrato.

## Origine
Beatrice, come conferma il documento n° L dei DOCUMENTOS DE LA Iglesia Colegial de Santa María la Mayor (hoy Metropolitana) DE VALLADOLID, Siglo XIII, era figlia del re di Castiglia e di León e futuro re dei Romani, Alfonso X e di Violante d'Aragona(don Alfonso regnant era uno con la Reyna donna Yolant mi mugier et con mis fijas la Inffante donna Berenguella et la Inffante donna Beatriz), che, come riporta la Cronaca piniatense, era figlia del Re di Aragona, Conte di Barcellona e delle altre contee catalane, re di Valencia e di Maiorca, signore di Montpellier e Carladès, Giacomo I il Conquistatore e della principessa ungherese Violante, figlia del re di Ungheria Andrea II e della principessa di Costantinopoli Iolanda di Courtenay.

Alfonso X, come riportano i documenti n° XX ed XXVII dei DOCUMENTOS DE LA Iglesia Colegial de Santa María la Mayor (hoy Metropolitana) DE VALLADOLID, Siglo XIII, era il figlio maschio primogenito del re di Castiglia, Ferdinando III e della sua prima moglie Elisabetta Hohenstaufen (detta Beatrice di Svevia alla corte di Castiglia) (Ferrandus Dei gratia Rex Castelle et Toleti una cum uxore mea Regina Beatrice et filiis meis Alfonso, Frederico, Fernando)(Ferrandus Dei gratia Rex Castelle et Toleti una cum uxore mea Regina Beatrice et filiis meis Alfonso, Frederico, Ferrando, Henrico), che, come riportano sia gli Annales Marbacenses era figlia del duca di Svevia e re di Germania, Filippo di Svevia (1179-1208, e di Irene Angelo (1181-1208), che secondo il Nicetae Choniatae Historia era figlia dell'imperatore di Costantinopoli, Isacco II Angelo e della prima moglie, Irene Tornikaina (ex priore coniuge libera susceptis, filiabus duabus et uno filio.... alteram" married "Siciliam regis Tangris filio), forse della famiglia dei Paleologi).

## Biografia

### Infanzia
Beatrice, come riportato dal documento n° L dei DOCUMENTOS DE LA Iglesia Colegial de Santa María la Mayor (hoy Metropolitana) DE VALLADOLID, Siglo XIII, datato 1255, viene citata assieme ai genitori e alla sorella, Berengaria(don Alfonso regnant era uno con la Reyna donna Yolant mi mugier et con mis fijas la Inffante donna Berenguella et la Inffante donna Beatriz)

### Trattative matrimoniali
Secondo lo storico canadese, Charles Calvert Bayley, nel suo The Election of the Sovereign in Germany During the Thirteenth Century: With Special Reference to the Period 1245-57 già nel 1256 vennero avviate trattative matrimoniali per far maritare Beatrice a Giovanni figlio di Giovanni I del Brandeburgo e della principessa Sofia di Danimarca. L'intento di suo padre, Alfonso X era di trovare agganci politici per la sua elezione a imperatore del Sacro Romano Impero.

### Matrimonio
Successivamente secondo il capitolo XX delle Memorias historicas del Rei Alonso el Sabio venne destinata dal padre a sposare il marchese del Monferrato Guglielmo VII, unico figlio maschio del marchese Bonifacio II degli Aleramici e di Margherita di Savoia, divenendone la seconda moglie, come riportano i Monumenta Aquensia (Guliermus praedictus duas uxorem accepit scilicet Beatricem filiam regis Anfoxi de Hispania).

Il matrimonio, secondo il Diccionario biográfico español, Real Academia de la Historia, fu celebrato a Murcia, nel 1271

### Morte
Non si conosce la data esatta della morte di Beatrice, che viene collocata nel 1280; secondo il Chronicon Astense (non consultato), Beatrice, assieme al marito Guglielmo VII, si recò in Spagna, dove morì, mentre, secondo il Diccionario biográfico español, Real Academia de la Historia, morì durante il viaggio in Spagna, ma, nel 1281.

## Figli
Beatrice e Guglielmo VII del Monferrato ebbero tre figli :
- Violante (Casale, 1274-Costantinopoli, 1317) andata poi sposa, col nome Irene al re Andronico II Paleologo, come riporta sia il Georgiou tou Pachymere Andronikos Palaiologos (Irenen, e dynastis…quos marcesios sive marchiones appellant…neptem regis Hispaniæ…uxorem duxit)[14], che gli Annales Georgius Phrantzes (Irene, e Lombardia oriunda atque filia sororis regis Hispaniæ et nepti marchionis Montisferratensis)[15];
- Giovanni (1277-9 gennaio 1305), successore di Guglielmo VII[16];
- Alessina, andata sposa a Poncello Orsini, Vicario regio di Roma, figlio di Orso Orsini[10].

## Ascendenza
|                             |                     |                         | Genitori                      |  |  | Nonni |  |  | Bisnonni           |  |  | Trisnonni             |  |
|                             |                     |                         |                               |  |  |       |  |  | Alfonso IX di León |  |  | Ferdinando II di León |  |
|                             |                     |                         |                               |  |  |       |  |  | Alfonso IX di León |  |  | Ferdinando II di León |  |
|                             |                     | Urraca del Portogallo   |                               |  |  |       |  |  | Alfonso IX di León |  |  |                       |  |
| Ferdinando III di Castiglia |                     |                         |                               |  |  |       |  |  | Alfonso IX di León |  |  |                       |  |
|                             |                     | Berenguela di Castiglia | Alfonso VIII di Castiglia     |  |  |       |  |  |                    |  |  |                       |  |
|                             |                     | Berenguela di Castiglia | Alfonso VIII di Castiglia     |  |  |       |  |  |                    |  |  |                       |  |
|                             |                     | Berenguela di Castiglia | Eleonora d'Inghilterra        |  |  |       |  |  |                    |  |  |                       |  |
| Alfonso X di Castiglia      |                     | Berenguela di Castiglia |                               |  |  |       |  |  |                    |  |  |                       |  |
|                             |                     | Filippo di Svevia       | Federico Barbarossa           |  |  |       |  |  |                    |  |  |                       |  |
|                             |                     | Filippo di Svevia       | Federico Barbarossa           |  |  |       |  |  |                    |  |  |                       |  |
|                             |                     | Filippo di Svevia       | Beatrice di Borgogna          |  |  |       |  |  |                    |  |  |                       |  |
| Beatrice di Svevia          |                     | Filippo di Svevia       |                               |  |  |       |  |  |                    |  |  |                       |  |
|                             |                     | Irene Angelo            | Isacco II Angelo              |  |  |       |  |  |                    |  |  |                       |  |
|                             |                     | Irene Angelo            | Isacco II Angelo              |  |  |       |  |  |                    |  |  |                       |  |
|                             |                     | Irene Angelo            | Irene                         |  |  |       |  |  |                    |  |  |                       |  |
| Beatrice di Castiglia       |                     | Irene Angelo            |                               |  |  |       |  |  |                    |  |  |                       |  |
|                             | Pietro II d'Aragona | Alfonso II d'Aragona    |                               |  |  |       |  |  |                    |  |  |                       |  |
|                             | Pietro II d'Aragona | Alfonso II d'Aragona    |                               |  |  |       |  |  |                    |  |  |                       |  |
|                             | Pietro II d'Aragona | Sancha di Castiglia     |                               |  |  |       |  |  |                    |  |  |                       |  |
| Giacomo I d'Aragona         | Pietro II d'Aragona |                         |                               |  |  |       |  |  |                    |  |  |                       |  |
|                             |                     | Maria di Montpellier    | Guglielmo VIII di Montpellier |  |  |       |  |  |                    |  |  |                       |  |
|                             |                     | Maria di Montpellier    | Guglielmo VIII di Montpellier |  |  |       |  |  |                    |  |  |                       |  |
|                             |                     | Maria di Montpellier    | Eudocia Comnena               |  |  |       |  |  |                    |  |  |                       |  |
| Violante d'Aragona          |                     | Maria di Montpellier    |                               |  |  |       |  |  |                    |  |  |                       |  |
|                             |                     | Andrea II d'Ungheria    | Bela III d'Ungheria           |  |  |       |  |  |                    |  |  |                       |  |
|                             |                     | Andrea II d'Ungheria    | Bela III d'Ungheria           |  |  |       |  |  |                    |  |  |                       |  |
|                             |                     | Andrea II d'Ungheria    | Agnese di Chatillon           |  |  |       |  |  |                    |  |  |                       |  |
| Iolanda d'Ungheria          |                     | Andrea II d'Ungheria    |                               |  |  |       |  |  |                    |  |  |                       |  |
|                             |                     | Iolanda di Courtenay    | Pietro II di Courtenay        |  |  |       |  |  |                    |  |  |                       |  |
|                             |                     | Iolanda di Courtenay    | Pietro II di Courtenay        |  |  |       |  |  |                    |  |  |                       |  |
|                             |                     | Iolanda di Courtenay    | Iolanda di Fiandra            |  |  |       |  |  |                    |  |  |                       |  |
|                             |                     | Iolanda di Courtenay    |                               |  |  |       |  |  |                    |  |  |                       |  |

### Fonti primarie
- (LA)  Monumenta Germaniae Historica, Scriptores, tomus XVII.
- (LA)  Georgiou tou Pachymere Andronikos Palaiologos.
- (LA)  #ES DOCUMENTOS DE LA Iglesia Colegial de Santa María la Mayor (hoy Metropolitana) DE VALLADOLID, Siglo XIII.
- (LA)  Nicetae Choniatae Historia, Imperiii Isaacii Angeli
- (LA) Monumenta Aquensia
- (ES)  Crónica de San Juan de la Peña.
- (LA) #ES Annales Georgius Phrantzesa

### Letteratura storiografica
- (ES)  Memorias historicas del Rei Alonso el Sabio